# 1869 en santé et médecine
| Années de la santé et de la médecine : 1866 - 1867 - 1868 - 1869 - 1870 - 1871 - 1872    |
| Décennies de la santé et de la médecine : 1830 - 1840 - 1850 - 1860 - 1870 - 1880 - 1890 |

Cet article présente les faits marquants de l'année 1869 en santé et médecine.

## Événements
- 18 février : lors de sa soutenance de thèse à la faculté de médecine  de l'Université de Berlin, Paul Langerhans décrit pour la première fois les îlots pancréatiques éponymes[1].

## Naissances
- 17 janvier : 
  - Georg Perthes (en) (mort en 1927)[2], médecin anglais, pionnier du diagnostic radiologique.
  - Osvaldo Polimanti (it) (mort en 1947)[3], médecin et physiologiste italien.
- 31 janvier : Johannes Sobotta (mort en 1945)[4], médecin anatomiste allemand.
- 8 avril : Harvey Cushing (mort en 1939)[5], neurochirurgien américain, pionnier de la chirurgie du cerveau.
- 22 octobre : Victor Pauchet (mort en 1936)[6], chirurgien français.

Date à préciser
- Joachim Carvallo (mort en 1936), médecin et mécène d'origine espagnole, connu pour sa restauration des jardins et du château de Villandry.
- Helen Boyle (en) (morte en 1957), médecin et psychologue irlandaise.
- Wilfred Harris (it) (mort en 1960), médecin anglais qui a décrit les algies vasculaires de la face.
- Étienne Lombard (mort en 1920), médecin ORL et chirurgien français qui a décrit le phénomène éponyme de modification de la prononciation humaine pour compenser la présence de bruits environnants[7].

## Décès
- 28 juillet : 
  - Jan Evangelista Purkinje (né en 1787)[8], anatomiste et neurophysiologiste tchèque.
  - Carl Gustav Carus (né en 1789), médecin et peintre saxon.